# 涂文辅
涂文辅（？年—？年），河北保定人，魏忠贤的阉党成员，时称“内有涂文辅，外有冯振鹭”，天启时期的司礼监秉笔太监、御马监掌印太监提督勇士营与四卫营。

## 生平
万历时期，曾是客氏的儿子侯国兴的授书。天启时期，净身入宫，巴结依附魏忠贤，担任了司礼监秉笔太监，之后担任过御马监掌印太监，负责提督工部节慎库、户部太仓库。他夺取已故的寧安公主宅第作为自己的官署，命名“户工总部”，他的侍从骑卒有百人之多，侍郎以下的官员见了他都要对他礼拜。天启七年（1627年）朱由校病逝，朱由检继位，他又想去依附徐应元，被朱由检贬官到南京。